# جیمز دارمستتر

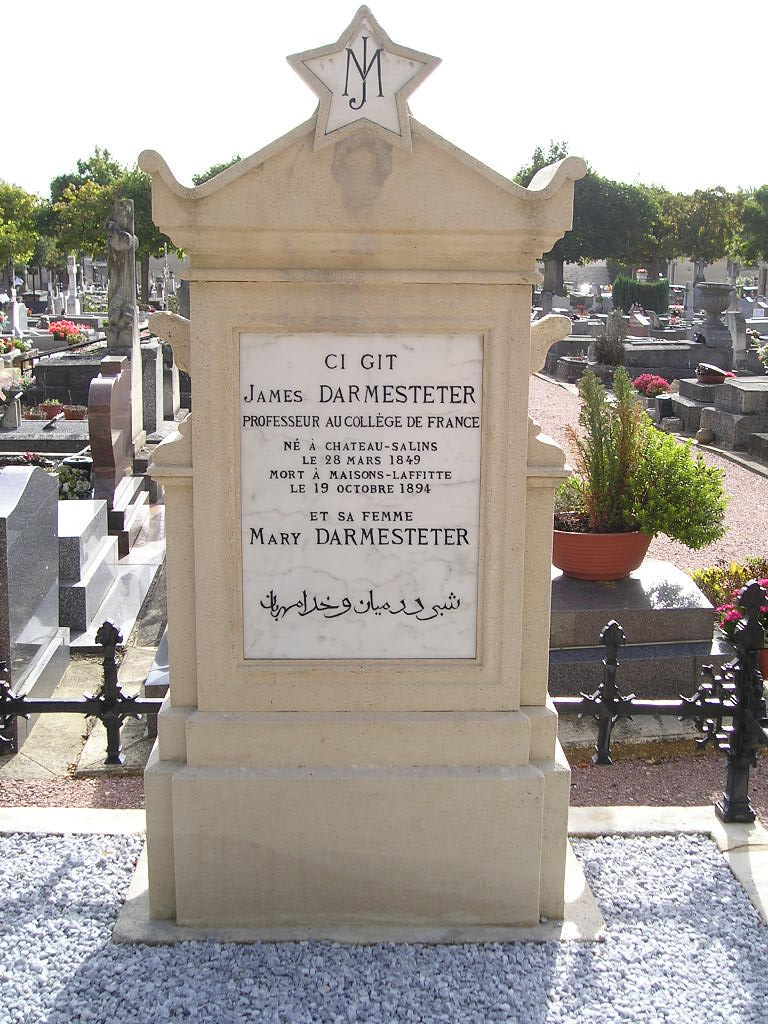
آرامگاه جیمز دارمستتر و همسرش

جیمز دارمستتر (به فرانسوی: James Darmesteter) (زادهٔ ۲۸ مارس ۱۸۴۹ - مرگ ۱۹ اکتبر ۱۸۹۴) نویسنده، پژوهشگر و باستانشناس فرانسوی بود.

## زندگی
وی از پدر و مادری یهودی در شاتو سالن از توابع آلزاس زاده‌شد. خاستگاه خانواده‌اش از شهر دارمشتات در آلمان بود و نام خانوادگی او نیز بستگی‌اش بدین شهر را می‌رساند.
وی تحصیلات خود را در پاریس به پایان رساند. او که دلبستهٔ دانش‌های شرقی بود زمان خود را وقف فراگیری و پژوهش در این‌باره کرد. در ۱۸۷۵ کتابی را دربارهٔ اسطوره‌های اوستایی نگاشت. در ۱۸۷۷ به آموزش زبان پارسی پرداخت. میان سال‌های ۱۸۹۲–۳ ترجمهٔ کاملی را از زند اوستا را با تفسیر خود در سه جلد به چاپ درآورد که به عنوان شاهکار او شناخته می‌شود. در ۱۸۸۵ دارمستتر استاد کلژ دوفرانس گردید و برای پژوهش به هندوستان(۱۸۸۶) گسیل‌شد تا ترانه‌ها بومی پشتون یا افغانها را گردآوری کند. وی همچنین پژوهش‌هایی دربارهٔ باورهای اسلامی داشت. وی همچنین کتابی را دربارهٔ خاستگاه شعر پارسی (۱۸۸۸) و کتابی را نیز به نام پیغمبران اسرائیل (۱۸۹۲) نگاشته‌بود.
وی با اگنس مری فرانسیس روبینسن انگلیسی پیمان زناشویی بسته‌بود.